# موکا (شهرستان هیو)
موکا (به لاتین: Moka) یک منطقهٔ مسکونی در استونی است که در دهستان کاینا واقع شده‌است.